# Ivan Maeŭski
Ivan Aljaksandravič Maeŭski (in bielorusso Іван Аляксандравіч Маеўскі?; in russo Иван Александрович Маевский?, Ivan Aleksandrovič Maevskij; Magdeburgo, 5 maggio 1988) è un ex calciatore bielorusso, di ruolo centrocampista.

## Palmarès

### Club

#### Competizioni nazionali
- Coppa di Bielorussia: 1

Minsk: 2012-2013
- Campionato kazako: 3

Astana: 2017, 2018, 2019
- Supercoppa del Kazakistan: 3

Astana: 2018, 2019, 2020